# Nummer 326–784 i Psalmer och Sånger (1987)
Den fristående delen av psalmboken Psalmer och Sånger, efter den ekumeniska delens nummer 1-325. 
Psalmer och sånger är gemensam för Adventistsamfundet, Evangeliska Frikyrkan, Equmeniakyrkan, Svenska Alliansmissionen, och Svenska Frälsningsarmén.
Fortsätter med Nummer 785-868 i Psalmer och Sånger

## Psalmerna

### Lovsång och Tillbedjan
```
326 
Store Gud, ditt namn ske pris
 
327 
All ära till Gud
  
328 
För den skönhet jorden bär
 
329 
Gud tillhör äran
 
330 
Gud, vår Gud, från fjärran land och nära
 
331 
Guds härlighet oss styrka ger
 
332 
Himlar och rymder
 
333 
Hej himlarymder
 
334 
Hur skall jag prisa dig, min Gud
 
335 
Höga majestät 
 
→
 
Text
 
 
→
 
Noter
 
→
 
Musik
 
336 
Jag vill ge dig, o Herre, min lovsång
 --- 
Listad

337 
Jublen, I himlar
 
338 
Ljus som liv åt världen gav
 
339 
Lova Herren, lova Herren
 
340 
O Gud och Fader kär
 
341 
Sjungen, I himlar
 
342 
Stäm in med dem som prisar Gud
 
343 
Änglarna sjunger i himlen
```

### Fader, Son och Ande

#### Treenigheten
```
344 
Alla Guds löften
 
345 
Fader, du som med ditt ord
 
346 
Fader, i dina händer
 
347 
Gud har gett åt fågeln dess vingar
 
348 
Gud är kärlek, Jesus lever
 
349 
Himmelske Fader, ge åt oss alla
 
350 
O Gud, som skapat vind och hav
 
351 
Vi tror på Gud som skapar världen
 --- 
Listad

352 
Vår Gud, till dig du skapat oss
```

#### Gud, vår Skapare och Fader
```
353 
Allt, Herre, lyder dina bud
 
354 
Du Herre, vår Herre
 
355 
Du store, du starke, du väldige Gud
 
356 
Ett kosmos utan gräns och slut
 
357 
Gud bor i ett ljus
 --- 
Listad

358 
Gud har skapat allting
 
359 
Gud skapade de klara vattnen
 
360 
Gud är mitt allt
 
361 
Guds kärlek är det största
 
362 
Krukmakarskivan svänger runt
 
363 
Käre vår Herre
 
364 
O du Guds kärlek underbar
 
365 
O, vilket djup av rikedom
 
366 
Vår Gud, som skapar liljan
 
367 
Är Guds kärlek såsom havet
```

#### Jesus, vår Herre och broder
```
368 
Det enda namn som giver
 
369 
Han gick in i din kamp på jorden
 
370 
Han satte sig ner på stranden
 
371 
Hur ljuvligt namnet Jesus är
 
372 
Jag har en vän som älskar mig
 
373 
Jag vill sjunga om Frälsarens kärlek
 
374 
Jag vill sjunga om min vän
 --- 
Listad
 
375 
Jesus, det skönaste
  
376 
Jesus, du min glädje
 
377 
Jesus, du som älskar mig
 
378 
Jesus är min högsta glädje
 
379 
Kristus, du är annorlunda
 
380 
Livets Herre, du har tänt
 
381 
Länge, länge har mitt hjärta
 
382 
Makten är i Jesu händer
 
383 
Min Mästare från Nasaret
 
384 
Mycket folk kring Jesus var
 
385 
Mänsklig visdom djupt förstummas
 
386 
Namnet Jesus vill jag sjunga
 
387 
Någon du känner är din bäste vän
 
388 
När Jesus gick på jorden
 
389 
När mörker över djupen var
 
390 
O kom, låt oss sjunga om Jesus
 
391 
Om jag ägde allt men icke Jesus
 
392 
Vem visar väg genom växlingens värld
```

#### Anden, vår Hjälpare och tröst
```
393 
Ande, du som livet ger

394 
Blås på mig, skaparvind
 
395 
Giv oss, o Gud, din Ande god
 
396 
Grip du mig, helige Ande
 
397 
Guds Andes kraft ger liv åt allt
 
398 
Kom, helge Ande, till mig in
 
399 
Kom, helige Ande, jag beder
 
400 
O att den elden redan brunne

401 
O gode Ande, led du mig
 
402 
O Guds Ande, du som bor i ljus
 
403 
O helge Ande, dig vi ber
```

### Kyrkan och Nådemedlen

#### Kyrkan - församlingen
```
404 
Det byggs ett heligt tempel
 
405 
I Kristus finns ej öst och väst
 
406 
Med starka kärleksband
 
407 
Stå upp, befriade folk
 
408 
Det är så ljuvt att i syskonringen
 
409 
Du själv i din församling
 
410 
Gud har oss skapat
 
411 
Lammets folk och Sions fränder
```

#### Ordet
```
412 
Bryt livets bröd för mig
 
413 
Ditt ord, o Jesus, skall bestå
 --- 
Listad

414 
Därför att Ordet bland oss bor
 
415 
Guds ord och löften kan aldrig svika
 
416 
Herre, tag du in mitt sinne
 
417 
O Jesus, ditt ord är vårt hus och vår lykta
 
418 
På Ordets grund vi bygga
```

#### Dopet
```
419 
Gud, hos dig är livets källa
 
420 
Jag följer dig, Jesus
 
421 
Jag vandrat fjärran
 
422 
Jag vet en väg till salighet
 
423 
Jag är döpt i Jesu namn
 
424 
Med vår glädje över livets under
 --- 
Listad

425 
O Fader, sänd din Ande neder

426 
Välsignande i dopets stund
```

#### Nattvarden
```
427 
Vi reser ett tecken
 
428 
Det är en härlig ting
 
429 
Du som tronar i det höga
 
430 
Du öppnar, o evige Fader
 
431 
En skymt av himlens härlighet
 
432 
Gode Fader, samla åter
 
433 
Här är evangelium
 
434 
Här är rymlig plats
 
435 
Kläd dig, själ, i högtidskläder
 
436 
Kom till måltid
```

#### Helg och gudstjänst
```
437 
Det ringer till vila och veckan går ut
 --- 
Listad

438 
Ge oss än en stund av nåd, o Jesus
 
439 
Gud, du är här
 
440 
Gud är här för att välsigna
 
441 
Herre, gör vår ande stilla
 
442 
Kom, huldaste förbarmare
 
443 
Låt oss förnimma, Fader vår
 
444 
Mäktige Gud, som i den forna tiden
 
445 
O sköna sabbatsvila
 
446 
Sabbatsdag, hur skön du är
 
447 
Sabbatsmorgon stilla
 
448 
Salig, Jesus, är den stunden
 
449 
Så skön och ljuvlig är
 
450 
Tack, Herre, för din sabbatsdag
 
451 
Tala, Herre, låt oss bära
```

#### Vigsel
```
452 
Gud har omsorg om vårt släkte
 --- 
Listad

453 
Gud skapade av jord
```

#### Vittnesbörd - tjänst - mission
```
454 
Använd de tillfällen Herren dig giver
 
455 
Dela med dig
 
456 
Det är ett fast ord
 
457 
Ett Kristusbrev till världen
 
458 
Evigt strålar Faderns kärlek
 
459 
För hela världen vida
 
460 
Ge mig den tro som himlen ser
 
461 
Gudakärlek utan like
 
462 
Gyllne fält för vinden vajar
 
463 
Halleluja! Ditt lov vi sjunger
 
464 
Herren, vår Gud, har rest sin tron
 
465 
Hjälp oss att acceptera
 
466 
I dag får du vandra med Jesus
 
467 
I Guds stora vingård
 
468 
Jag har ett heligt värv
 
469 
Kristus, konung utan like
 
470 
Kärlek så stor
 
471 
Låt ditt rike lysa
 
472 
Låt nya tankar tolka Kristi bud
 
473 
Någon skall vaka i världens natt
 
474 
O Herre, låt ditt namn i dag
 
475 
O, var är det folk som på Andens bud
 
476 
Se, en gåvoflod går fram
 
477 
Skåda framåt, se det dagas
 
478 
Så långt som havets bölja går
 
479 
Tänk, vilken underbar nåd av Gud
 
480 
Verka med iver
 
481 
Verka, ty natten kommer
 
482 
Våga sätta fulla segel
 
483 
Än lever våra fäders tro
```

### Kyrkoåret

#### Advent
```
484 
Advent är mörker och kyla
 
485 
Ett litet barn av Davids hus
 
486 
Han kommer, han kommer
 
487 
Hosianna, Davids Son
 --- 
Listad

488 
När vintermörkret kring oss står
 --- 
Listad
```

#### Jul
```
489 
Det folk som vandrar i mörkret
 
490 
Förunderligt och märkligt
 
491 
Giv mig ej glans, ej guld, ej prakt
 
492 
Prisad högt av herdars skara
 
493 
Ring, alla klockor
```

#### Trettondedag jul
```
494 
Lagd på strå i ett stall
 --- 
Listad

495 
Stjärna som lyste
 
496 
Å, vilka stora gåvor
```

#### Fastan
```
497 
Dig tillhör äran
 
498 
Dig vare pris och ära
 
499 
Dig vi lovsjunger, ärar
 
500 
Frälsare, vi åter dröja
 
501 
Han gick den svåra vägen

502 
Du, Herre Jesus, ensam går
 
503 
När över Kidrons bäck du går
 
504 
De såg ej dig, blott timmermannens son
 
505 
Den natt då Jesus gick att dö
 
506 
Den tunga dagen går mot natt till sist
 
507 
Det är en som har dött i stället för mig
 
508 
En smärtornas man till Golgata gick
 
509 
Jesus, djupa såren dina
 
510 
Nu är försoningsdagen
 
511 
På en avlägsen höjd
 
512 
Se Guds lamm som lider för oss
 
513 
Tätt intill korset är vi alla trygga
 
514 
Vackra törnrosbuske
```

#### Påsk
```
515 
Det var i soluppgången
 
516 
Han är uppstånden, Frälsaren
 
517 
Herren Krist uppstånden är
 
518 
Kom med glädje och med sång
 
519 
Kristus är uppstånden, fröjda dig, min själ
 
520 
Uppstått har Jesus, hurra, hurra
 
521 
Var glad, för Kristus lever
```

#### Kristi himmelsfärds dag
```
522 
Du som oss frälst ur syndens band
```

#### Pingst
```
523 
Gud, när du andas över vår jord
 
524 
Herre, vi har hört om dig och häpnat
 
525 
Låt Anden falla över oss som fordom
 
526 
Nu är det pingst. I vårdräkt skön
 
527 
O Gud, du klara, rena låga
 
528 
O, sprid det glada bud
```

#### Den helige Stefanus dag
```
529 
Vårt fäste i all nöd är Gud
```

#### Jungfru Marie bebådelsedag
```
530 
Alla källor springer fram i glädje
 
531 
Min själ berömmer Gud med fröjd
 
532 
Salig du och högt benådad
```

#### Den helige Mikaels dag
```
533 
Guds änglar är hans sändebud
 
534 
Jordens alla riken är Guds örtagård
```

#### Alla helgons dag
```
535 
I himmelen sjunger kring Lammets tron
 
536 
Vem är skaran, som syns glimma
 --- 
Listad
```

### Dagens och årets tider

#### Morgon
```
537 
Det är morgon
 
538 
Herrens nåd är var morgon ny
 --- 
Listad

539 
I öster stiger solen opp
 
540 
Tack, min Gud, för att jag vaknar
```

#### Under dagen
```
541 
En vanlig dag när inget särskilt händer
 
542 
Var stund jag dig behöver
 
543 
Är dagen fylld av oro och bekymmer
```

#### Kväll
```
544 
Av goda makter underbart bevarad
 --- 
Listad

545 
Bliv kvar hos oss, o Herre kär
 
546 
Gud, du som bor i ett ljus
 
547 
Gå i frid nu till din vila
 
548 
Ingen stund är såsom denna
 
549 
Innan natten kommer
 
550 
Jag är hos dig, min Gud
 
551 
Nu knäpper jag händerna stilla
 
552 
Skönt det är i kvällens timma
 
553 
Så går jag nu till vila trygg
 
554 
Så tvår sig än en dag i nattens källa
```

#### Årsskifte
```
555 
Här växlar det av dagar, år
 
556 
Jag är det trädet i din gård
```

#### Årstiderna
```
557 
Hur härligt vittna land och sjö
 --- 
Listad

558 
O vad jorden nu är skön
```

### Att leva av tro

#### Stillhet - meditation
```
559 
En dunkel örtagård jag vet
 
560 
I Guds tystnad får jag vara
 
561 
Kom nära, Gud. Kom vila
 
562 
Låt mig växa stilla
 
563 
Mina döda timmar
 --- 
Listad
 
564 
När jag i tron min Jesus ser
 
565 
O Herre, i dina händer
 
566 
Rör vid mig Kristus
 
567 
Vila i mig
```

#### Bönen
```
568 
Det spirar i Guds örtagård
 
569 
Herre, lär mig bedja
 
570 
Herre, samla mina tankar
 
571 
Hör oss, Gud, du själv har bett oss
 
572 
Komme ditt rike, Fader vår
 
573 
Mitt hjärta, fröjda dig
 
574 
Om jag blivit blott en enda gång
 
575 
Skurar av nåd skall jag sända
 
576 
Är jag glad, så får jag bedja
```

#### Sökande - tvivel
```
577 
Att leva är att fråga
 
578 
Han är svaret. Han är grunden
 
579 
Jag kom inte hit för att jag tror
 --- 
Listad
 
580 
Vem skall vi gå till, Herre
```

#### Kallelse
```
581 
Det givs en tid för andra tider
 
582 
Han som gav sitt liv till lösen
 
583 
Har du inte rum för Jesus
 
584 
Har du mod att följa Jesus
 
585 
Hör hur sabbatsklockan ljuder
 
586 
I Jesus finns frälsning för syndare alla
 
587 
Kom till Jesus, du som bär på
 
588 
Ljuvligt och kärleksfullt Jesus hörs kalla
 
589 
Medan allting ler och blommar
 
590 
Sackeus var en publikan
 
591 
Underbar kärlek så stor
```

#### Omvändelse
```
592 
En dag fick jag nåd att lämna
 
593 
Jag behöver dig, o Jesus, till min frälsning och mitt ljus
 
594 
Jag har beslutat att följa Jesus
 
595 
När invid korset jag böjde mig
 
596 
Som när ett barn kommer hem om kvällen
 --- 
Listad

597 
Vad än dig möter, käre vän
 
598 
Vem som helst kan bli frälst
 
599 
Vänd nu om, ni sorgsna sinnen
```

#### Skuld - förlåtelse
```
600 
Den store läkaren är här
 
601 
Ej silver, ej guld har förvärvat mig frälsning
 
602 
En blick på den korsfäste livet dig ger
 
603 
En nådastol Herren Gud oss givit
 
604 
Från Frälsaren på korsets stam
 --- 
Listad

605 
Frälsare på korsets stam
 
606 
Jag har i himlen en vän så god
 
607 
Jesus, du som blodet har gjutit
 
608 
Jubla nu, mitt sälla hjärta
 
609 
Min Gud, jag är bedrövad
 
610 
När inför din dom jag stod
 
611 
Om Jesu blod jag sjunga vill
 
612 
Så vid som havets vida famn
 
613 
Till möten och brunnar
 
614 
Var skall min själ få rätta ord
 
615 
Vill du från syndernas börda bli fri?
```

#### Förtröstan - trygghet
```
616 
Ack, varför nu sörja?
 
617 
Alla Guds barn, sjung nu för Herren
 
618 
Det gungar så fint
 --- 
Listad

619 
Du är min klippa, Jesus min Herre
 
620 
Gud, som vård om sparven tar
 
621 
Gud vet vad jag heter
 
622 
Gud är din Fader, tro honom blott
 
623 
Gud är trofast, o min själ
 
624 
Gud är trofast, vare det din borgen
 
625 
Gud är vår tillflykt, starkhet och borg
 
626 
Herren är min herde god
 --- 
Listad

627 
I Gud min själ som svan på havet vilar
 
628 
I Herrens barmhärtiga händer
 
629 
I Kristus jag äger av nåd denna lott
 
630 
Kristus är mitt liv, han ger salig tröst
 
631 
Min hjälp kommer från Herren
 --- 
Listad
 
632 
O vad nåd att få tro
 
633 
Om någon efterfråga vill
 
634 
På Gud och ej på eget råd
 
635 
Som ett sandkorn i en öken
 
636 
Stor är din trofasthet
 
637 
Säll är den själ som i Herren
 
638 
Sörj för mig, o Fader kär
 
639 
Var ej bekymrad, vad än som sker
 
640 
Vilken underbar trygghet jag nu har
```

#### Glädje - tacksamhet
```
641 
Det är så gott att om Jesus sjunga
 
642 
Från berg till berg, från dal till dal
 
643 
Fröjda dig och sjung, mitt hjärta
 
644 
Glad att få leva, att bara få finnas
 
645 
Halleluja, o det jublar
 
646 
Jag älskar dig, Jesus, jag vet du är min
 
647 
Jag är din, o Gud
 
648 
Nu är jag lycklig i alla skiften
 
649 
Nu är jag nöjd och glader
 
650 
O vad sällhet det är
 
651 
Se på himlens många fåglar
 
652 
Se'n Gud till barn mig tog åt sig
 
653 
Sjung, Guds folk, på pilgrimsfärden
 
654 
Sjung om Guds rika kärlek
 
655 
Vi tackar dig, vår Skapare
```

#### Vaksamhet - kamp - prövning
```
656 
Ett baner, ett härligt, strålande av hopp
 
657 
Framåt, det går igenom
 
658 
Framåt, Kristi stridsmän!
 
659 
Giv mig den frid som du, o Jesus, giver
 
660 
Min själ, låt Gud i allt få råda
 
661 
O, se den lilla kämpahär
 
662 
Sjung till Jesu ära
 
663 
Stå upp, stå upp för Jesus
 
664 
Upp, framåt till strid
 
665 
Upp, kristen, upp till kamp och strid
 
666 
Vår själ är fylld av heligt lov
 
667 
Ängsliga hjärta, upp ur din dvala
 --- 
Listad
```

#### Efterföljd - helgelse
```
668 
Att tro, det är att böja
 
669 
Brinnande hjärtan giv oss, o Gud
 
670 
Den som tror på Herren
 
671 
Du härlige som gick på jorden
 
672 
Du, o Gud, är livets källa
 
673 
Ett stilla barnahjärta
 
674 
För dagens krav och handens kraft
 
675 
Giv mig, o Gud, ett hjärta rent
 
676 
Sänd mig, Gud
 
677 
Hur ljuvligt att få vara
 
678 
Jag vet en väg som leder
 
679 
Jag vill följa dig, o Jesus
 
680 
Jesus satt i båten
 
681 
Liv av liv, o Jesu Kriste
 
682 
Lär mig förstå din kärlek, Jesus
 
683 
Mera om Jesus, Gud, mig lär
 
684 
Mig välsigna, Jesus Krist
 
685 
Min Gud, jag sjunker ner
 
686 
Ni mänskobarn som här i världen
 
687 
O, öppna mitt hjärta, min Herre, för dig
 
688 
Tätt vid korset, Jesus kär
 
689 
Utrannsaka mig, min Gud
 
690 
Vad är vår kallelse, vårt hopp
 
691 
Verka tills natten kommer
```

### Tillsammans i världen
```
692 
De gåvor som du ger oss
 
693 
De rör sig som skuggor i solens glans
 
694 
Den stad Johannes såg en gång
 
695 
Det kan vi göra för rätt och för fred
 
696 
Du har ett liv som är dig givet
 
697 
Du vet väl om att du är värdefull
 
698 
Ej för att låta tjäna sig
 
699 
Fader, förena länge skilda länder
 
700 
Folken på jorden har olika färg
 
701 
Hela Guds värld är av under full
 
702 
I en värld full av kosmiska under
 
703 
Jorden är Herrens
 
704 
Lär mig höra din röst på bussen
 
705 
O låt ditt rike komma
 
706 
Och varje mänska ska leva i frihet
 
707 
På vägarna ute i världen
 
708 
Pärlor sköna
 
709 
Se, Herre, på vår arbetsdag
 
710 
Sol och jord och luft och hav
 
711 
Tack, Gud, att också jag får gå
 
712 
Tar vi sten i våra händer
 
713 
Vi ropar till Gud
 
714 
Vi sätter oss i ringen
 --- 
Listad

715 
Vi söker varandra förgäves
 
716 
Vi ville dig se, så grekerna bad
```

### Framtiden och hoppet

#### Pilgrimsvandring
```
717 
En segersång, en segersång
 
718 
Guds källa har vatten tillfyllest för törstande kvinnor och män
 
719 
Hos Gud är idel glädje
 --- 
Listad

720 
Jag är en pilgrim här
 
721 
Kom, låt oss skynda fort till dem
 
722 
Med alla Herrens fromma
 
723 
Tron sig sträcker efter frukten
 
724 
Vi är ett folk på vandring
```

#### Livets gåva och gräns
```
725 
En dalande dag, en flyktig stund
 
726 
Jordens Gud, stjärnornas Herre
 
727 
Låt gråten och klagan få stillna
 
728 
Nu är livet gömt hos Gud
 
729 
Så kort var den fröjd som i världen jag fann
 
730 
Trofaste Gud, som livet i oss tänder
```

#### Kristi återkomst
```
731 
En gång i tidens morgon är jorden ny
 
732 
Guds Son en gång i morgonglans
 
733 
Han kommer, han är nära
 
734 
Han kommer på himmelens skyar
 
735 
Han kommer på himmelens skyar
 
736 
Han kommer, vår Jesus, välsignade tröst
 
737 
Hoppet att Jesus få skåda
 
738 
Jesus kommer, Jesus kommer
 
739 
Med himlen det blir som för tio jungfrur
 
740 
Snart randas en dag, så härlig och stor
 
741 
Tidstecknen visar att Herren är nära
 
742 
Tänk, när jag får möta Jesus
 
743 
Väktarns rop i natten skallar
 
744 
Yttersta dagen en glädjedag bliver
```

#### Himlen
```
745 
Det finns ett hem långt bortom sorgens hemland
 
746 
Hemland, där sol ej dalar
 
747 
Hur mäktig är den sabbat
 
748 
Jag har hört om en stad ovan molnen
 
749 
Mitt hem är där på den andra stranden
 
750 
När den evigt klara morgon gryr
 
751 
När får jag se dig, Frälsare kär
 
752 
Vi talar om himmelens fröjder
```

### Psaltarpsalmer och andra sånger ur Bibeln
```
753 
Herren är min herde, ingenting skall fattas mig
 
754 
Herren är min herde, mig skall intet fattas
 
755 
Låt rätten flyta fram såsom vatten
 
756 
Låt rätten flyta fram såsom vatten
 
757 
Se, din konung kommer till dig
 
758 
Visa mig, Herre, din väg
 
759 
Som hjorten trängtar till vattenbäckar
 
760 
Kom och se vad Gud har gjort
 
761 
Höj jubel till Herren, alla länder
 
762 
Detta är den dag som Herren har gjort
 
763 
Min hjälp kommer från Herren
 (se även 631!)--- 
Listad

764 
Se Guds Lamm, som borttager världens synd
 
765 
Kristus är sannerligen uppstånden
 
766 
Halleluja, halleluja, halleluja
 
767 
Herre, förbarma dig
 
768:1 
O Guds Lamm
 
768:2 
Din död förkunnar vi
 
768:3 
Så är vi fast mänga en enda kropp
```

#### Bibelvisor
```
769 
Icke genom någon människas styrka
 
770 
Lova Herren, min själ
 
771 
Herren är min starkhet och min lovsång
 
772 
Du omsluter mig på alla sidor
 
773 
Helig, helig, helig Herre Sebaot
 
774 
Söken först Guds rike
 
775 
Allt vad ni vill
 
776 
Jag är med er alla dagar
 
777 
Saliga de som hör Guds ord
 
778 
Saliga de som hör Guds ord
 
779 
Så älskade Gud världen
 
780 
Jag är livets bröd
 
781 
Frid lämnar jag kvar åt er
 
782 
Intet kan mig skilja från Guds kärlek
 
783 
Om vi lever, lever vi för Herren
 
784 
De skall se hans ansikte
```